# Sortiment
Sortiment (z ital. sortimento, roztřídění, rozřazení) je soubor všech rozmanitých druhů zboží, které určitá obchodní firma nabízí. Pojem se užívá zejména v prostředí obchodu (maloobchodu i velkoobchodu) a může se rozšířit i na jiné oblasti nabídky, například v oblasti služeb. U výrobních podniků se častěji mluví o výrobním programu.

## Význam
Sestavení, průběžné rozšiřování nebo naopak omezování sortimentu je podstatná součást obchodní strategie firmy, protože právě sortiment nabízeného zboží tvoří charakteristický profil firmy navenek. Pro zákazníky je obchod spojen s určitým sortimentem.
U sortimentu můžeme rozlišovat:
- Šířku sortimentu (počet zastoupených oborů zboží) a hloubku sortimentu (počet různých výrobků v určitém oboru). Velká šířka sortimentu charakterizuje velké prodejny a obchodní domy, kdežto hloubka sortimentu bude větší u specializovaných a odborných prodejen.
- Základní sortiment, který bude ve firmě k dispozici vždycky, bude tvořit podstatnou část jejího obratu a prodavači by s ním měli být dobře seznámeni. Naproti tomu okrajový sortiment se může pružně měnit, například podle sezóny, módy a podobně. Pro majitele firmy bude mít obvykle také menší váhu než sortiment základní.